# Балково (Одесская область)
Балково (укр. Балкове) — село, относится к Раздельнянскому району Одесской области Украины.
Население по переписи 2001 года составляло 196 человек. Почтовый индекс — 67422. Телефонный код — 4853. Занимает площадь 0,7 км². Код КОАТУУ — 5123984702.

## История
Лютеранское село Фрейдорф, основано немцами переселенцами из колонии Гросс-Либенталь. Лютеранский приход Фрейденталь. Молельный дом..
В 1945 г. Указом ПВС УССР село Фрейдерово переименовано в Балковку.

## Местный совет
67422, Одесская обл., Раздельнянский р-н, с. Понятовка